# Albert White (skoczek do wody)
Albert Cosad „Al” White (ur. 14 maja 1895 w Oakland, zm. 8 lipca 1982 w Richmond) – amerykański skoczek do wody. Dwukrotny złoty medalista olimpijski z Paryża.
Zawody w 1924 były jego jedynymi igrzyskami olimpijskimi. Triumfował w skokach z dziesięciometrowej wieży i z trampoliny (3 m). W 1965 został przyjęty do International Swimming Hall of Fame.